# Marie-Luce Romanens
Marie-Luce Romanens (19 gennaio 1973) è un'orientista svizzera.
Ha vinto  nel 1995 nella corta distanza dei campionati mondiali di orientamento, che è stata la prima medaglia d'oro individuale svizzera. Ha anche ottenuto una medaglia d'argento nel campionato su corta distanza nel 2003 e una medaglia di bronzo nella staffetta nel 1997 dei campionati mondiali.
Nel 2001 ha vinto la corsa di montagna Jungfrau Marathon tra Interlaken e Kleine Scheidegg, una maratona piena distanza e 1823 metri di salita, stabilendo il record (3:21:03). Il suo record personale nella maratona è di 2:35:54.
Marie-Luce Romanens ha finito la sua carriera nel 2003 a causa di problemi ai tendini d'achille e si è trasferita a Villars-sur-Glâne come insegnante di chimica e biologia.